# Милоје Стевановић
Милоје Стевановић (Горачићи, 20. март 1949) је српски књижевник, лексикограф и предузетник. Познат је и као Грешни Милоје.

## Биографија
Основну школу завршио је у родном месту, учитељску у Ужицу, а, ванредно, никшићку Педагошку академију. Био је учитељ у Горачићима, затим председник ОК ССО Лучани, те командант бројних омладинских бригада и вишеструки ударник, пре но што је уписао Факултет политичких наука у Београду, који је завршио 1976. На ванредним последипломским студијама Правног факултета Универзитета у Београду био је одличан студент код познатих професора др Радомира Лукића и др Мирослава Печујлића. По повратку у родно Драгачево изабран је за општинског правобраниоца, а онда постао секретар Општинског комитета СК. Његова политичка каријера окончана је беседом коју је, као гост, изговорио на Републичкој конференцији ССО у Сава центру 1983. године „О социјалистичком моралу – зашто ћутимо?“ Наиме, за тадашњег министра Унутрашњих послова Југославије Станета Доланца рекао је да очигледно лаже изговарајући се да „није био информисан“ шта се на Косову догађа. Тако је Милоје Стевановић проглашен за непријатеља државе и партије „због тога што је својим говором узнемирио јавност“.
Милоје Стевановић је оснивач и власник породичне фирме КМН, која је зачета на простору од 16.5 квадрата, да би, при одласку у пензију, иза себе оставио колектив од преко 140 запослених и мноштво коопераната са којима је кроз три деценије направио својеврстан (неформални) холдинг са бројним сеоским домаћинствима и занатским радњама. У завичају је подигао и млекару „Гај“ која његову фирму и преко милион муштерија годишње снабдева кајмаком и сиром који се производе на аутохтон начин по „рецептурама“ мајке му Јуле и бабе Драгиње.
Као добротвор пружио је уточиште духовној деци прогнаног владике рашко-призренског Артемија, подаривши им имање, грађевине и све што се на том имању, у селу Лозници, код Чачка, затекло. Тиме је, како га је оптужница епископа Жичког теретила, начинио два „кривична дела“: Прво, што је невољницима указао гостопримље и, друго, зато што се молио Богу са епископом Артемијем и његовом духовном децом. Из тих разлога трајно је изопштен из Српске православне цркве.
Милоје Стевановић је обновио гробља својих предака и подигао задужбину посвећену Светоме Николи Мирликијском, чудотворцу, крсној слави својих предака, у Лозници, код Чачка, а поврх горе Јелице испосницу Светога Пимена Великог, ранохришћанског премудрог инока и испосника.
Занимљиво је да је Милоје Стевановић лексикографији даровао драгоцен Речник Драгачева, који је објавила Српска академија наука и уметности са Институтом за српски језик САНУ, али он ту верзију, како каже, „којој преучени додадоше по једно слово више (уместо: је – ије) у 207, од око 18.000, речи, није хтео да потпише, већ је објавио своју верзију „Речника Драгачева“, који је за две године доживео два издања.
Милоје Стевановић је објавио бројне текстове о вери и православљу на православним сајтовима и у часописима. Објавио је и низ књига под псеудонимом Грешни Милоје. У свом првенцу „Казивања“ описао је своје преумљење и учинио својеврсну јавну исповест са ауторским потписом Грешни Милоје.

## Дела под именом Грешни Милоје
- Казивања (2005),
- Чаша Обрадова (2007),
- Не помичи старе међе, (2008),
- Ко продаје веру за вечеру (коаутор са „Уредништвом сајта Борба за веру”, 2009),
- Родословље Стеваново (коаутор са Момчилом Стевановићем, 2011),
- Грешни Милоје и Драго Жарковић (где је Драго Жарковић псеудоним за Грешног Милоја)
- Сине мој, не пристај, (2011),
- Не дај душу, роде, (2013),
- Сагрешења у Србској православној цркви, (2014),
- Изгубљено јагње, (2016),
- Аршин, (2017),

## Дела под именом Милоје Стевановић
- Речник Драгачева, (2020, допуњено издање 2022),
- Велечовек Цане, (2017),
- Спомени, дужи од живота, (2017),
- Ево руке, (2019),
- Будибокснама, (2020),
- Разговори у рајским шетњама, (2021),
- Здоговор (коаутор са др Биљаном Ђоровић), (2022).

## Дела под именом Грешни Милоје Стевановић
- Списано и сказано са завичајних источника, (2023)

## Документарна дела која је сачинио Милоје Стевановић а потписала група аутора
- Тајна безакоња, (2012),
- Чувари вере предачке, (2014),

## Документарна књига о Милоју Стевановићу
- Тајна дедине фиоке, (2015),

## Награде, одликовања
- Више признања Општине Лучани  у периоду од 1970-1982.
- Медаља рада – Председништво СФРЈ,
- Сребрна и златна значка Покрета горана Србије,
- Велики број ударничких значака са Омладинских радних акција,
- Грамата Патријарха Павла 1998.
- Грамата владике Стефана 2000.
- Грамата владике Хризостома Жичког, којом се увршћује у ред црквених добротвора 2005.
- Грамата владике Хризостома Жичког, којом се увршћује у ред великих добротвора 2007.
- Прва награда за путописну причу „Прво путовање у бјели свјет“ објављена у збирци Ризница сећања „Драганова награда“, Снага пријатељства – Amitу, Београд, 2018, 42-50.
- Најбољи привредник Чачка, Форум привредника Чачка, 2018.